# 2011 en numismatique
Chronologie de la numismatique
- 2010 en numismatique - 2011 en numismatique - 2012 en numismatique

Cet article présente les faits marquants de l'année 2011 en numismatique.

## Principaux événements numismatiques de l'année 2011

### Par dates

#### Janvier
- 1er janvier 2011 : 
  -   Estonie : le pays rejoint la zone euro et émet sa première série de pièces en euros : 1 euro (EUR) = 15,646 6 couronnes (EEK).
  -   Saint-Eustache,  Saba et  Bonaire : avec la dissolution de la fédération des Antilles néerlandaises en 2010, ces trois nouvelles municipalités à caractère particulier du Royaume des Pays-Bas adoptent le dollar américain (USD) à la place du florin des Antilles néerlandaises (ANG). De leur côté, Curaçao et Saint-Martin continuent, temporairement, d'utiliser le florin des Antilles néerlandaises.
- 28 janvier 2011 :
  -   Allemagne : émission de la ?e pièce commémorative de 2 euros du pays et 6e sur 16 de la série des Länder, consacrée au land de Rhénanie-du-Nord-Westphalie[1]. Sur cette pièce est représentée la cathédrale (Haute Église Cathédrale Saint-Pierre et Sainte-Marie) de Cologne[1].

#### Février
- 17 février 2011 : 
  -  États-Unis : émission de la pièce du président Andrew Johnson de la série de pièces de 1 dollar des Présidents des États-Unis.

#### Mars
- 28 mars 2011 :
  -   France : sortie de la première pièce de la série Euros des régions pour Mayotte (nouveau département et région d’outre-mer) complétant le thème de l'héraldique de 2010.

#### Mai
- 5 mai 2011 : 
  -  États-Unis : émission de la pièce de Eliza McCardle Johnson de la série de 10 dollars des Premières épouses des États-Unis.
- 19 mai 2011 : 
  -  États-Unis : émission de la pièce du président Ulysses S. Grant de la série de pièces de 1 dollar des Présidents des États-Unis.

#### Juin
- 3 juin 2011 : 
  -  États-Unis : émission de la pièce de Julia Grant de la série de 10 dollars des Premières épouses des États-Unis.

#### Août
- 18 août 2011 : 
  -  États-Unis : émission de la pièce du président Rutherford B. Hayes de la série de pièces de 1 dollar des Présidents des États-Unis.

#### Septembre
- 1er septembre 2011 : 
  -  États-Unis : émission de la pièce de Lucy Webb Hayes de la série de 10 dollars des Premières épouses des États-Unis.
- 29 septembre 2011 :
  -   France : sortie de la deuxième série des Euros des régions sur le thème des monuments célèbres[2]

#### Novembre
- 14 novembre 2011 :
  -  Canada : sortie du nouveau billet de 100 dollars canadiens de la série polymère.
- 17 novembre 2011 : 
  -  États-Unis : émission de la pièce du président James Garfield de la série de pièces de 1 dollar des Présidents des États-Unis.

#### Décembre
- 1er décembre 2011 : 
  -  États-Unis : émission de la pièce de Lucretia Garfield de la série de 10 dollars des Premières épouses des États-Unis.

#### Année
- Europa Star 2011
- Liste des pièces de collection françaises en euro (2011)